# Heterorhachis
Heterorhachis là một chi thực vật có hoa trong họ Cúc (Asteraceae).

## Loài
Chi Heterorhachis gồm các loài: